# Stazione di Kyū-Shirataki
La stazione di Kyū-Shirataki (旧白滝駅?, Kyū-Shirataki-eki) era una stazione ferroviaria ubicata a Engaru, lungo la linea principale Sekihoku.

## Storia
Aperta l'11 febbraio 1947, nel 2015 la Hokkaido Railway Company, annunciò la dismissione della stazione, a causa della bassa utenza, insieme ad altre tre della linea, ossia quelle di Shimo-Shirataki, Kami-Shirataki e Kanehana. Fu soppressa nel marzo 2016 e nell'ottobre successivo venne demolita.
Si racconta che la società ferroviaria aveva deciso di chiudere la stazione già tre anni prima, ma avrebbe desistito poiché un'unica ragazza, Kana Harada, la utilizzava ogni mattina per raggiungere la scuola e poi tornare, grazie all'unica coppia di treni che effettuava fermata a Kyū-Shirataki, manentendola attiva fino al suo conseguimento del diploma. Nonostante fosse vero che la studentessa utilizzasse il treno, tale notizia risulta priva di fondamento, in quanto anche altre sporadiche persone ne facevano uso; inoltre che la data di chiusura e quello del conseguimento del diploma della ragazza avvennero nello stesso periodo fu solo una coincidenza.

## Struttura e impianti
Identificata con la sigla A46, la stazione disponeva di un singolo binario passante, servito da un'unica banchina, sulla quale era posta una sala d'attesa.